# Mulugeta Wami
Mulugeta Wami (17 juli 1982) is een Ethiopische voormalige atleet, die gespecialiseerd was in de lange afstand.
In Nederland geniet Wami met name bekendheid vanwege zijn overwinning bij de halve marathon van Egmond in 2008. Een jaar later moest hij genoegen nemen met een vijfde plaats. In 2013 won hij de marathon van Ljubljana. 
Zijn persoonlijk record op de marathon van 2:07.11 liep Wami in 2012 bij de marathon van Amsterdam. Hij werd hiermee zesde.

## Persoonlijke records
| Onderdeel      | Prestatie | Datum           | Plaats              |
| -------------- | --------- | --------------- | ------------------- |
| 20 km          | 59.55     | 7 maart 2010    | Alphen aan den Rijn |
| halve marathon | 1:02.47   | 25 mei 2014     | Ottawa              |
| 25 km          | 1:14.19   | 25 mei 2014     | Ottawa              |
| 30 km          | 1:29.39   | 25 mei 2014     | Ottawa              |
| marathon       | 2:07.11   | 21 oktober 2012 | Amsterdam           |

## Palmares

### 20 km
- 2010: 5e 20 van Alphen - 59.55

### halve marathon
- 2008:  halve marathon van Egmond - 1:04.33
- 2009: 5e halve marathon van Egmond - 1:06.52

### marathon
- 2006: 9e marathon van Amsterdam - 2:13.19
- 2007: 5e marathon van Eindhoven - 2:11.47
- 2008: 14e marathon van Peking - 2:16.58
- 2009: 4e marathon van Los Angeles - 2:10.49
- 2009:  marathon van Chuncheon - 2:09.50
- 2010: 6e marathon van Parijs - 2:08.32
- 2010: 7e marathon van Chuncheon - 2:13.07
- 2011: 5e marathon van Seoel - 2:12.55
- 2012: 6e marathon van Amsterdam - 2:07.11
- 2013: 10e marathon van Seoel - 2:10.40
- 2013:  marathon van Ljubljana - 2:10.26
- 2014:  marathon van Ottawa - 2:08.17
- 2014: 8e Toronto Waterfront Marathon - 2:11.08
- 2015:  marathon van Ljubljana - 2:08.37